# Angriffe auf Nordamerika während des Zweiten Weltkriegs
1941

Thailand – Malaiische Halbinsel – Pearl Harbor – Hongkong – Philippinen – Guam – Wake – Force Z – Borneo
1942

Burma – Rabaul – Singapur – Sumatra – Timor – Australien – Java – Salamaua–Lae – Bougainville/Buka – Shortland-Inseln – Indischer Ozean – Port Moresby – Tulagi – Korallenmeer – Midway – Nordamerika – Buna-Gona – Kokoda-Track – Nauru/Ocean Island
Die Angriffe auf Nordamerika während des Zweiten Weltkriegs vonseiten der Achsenmächte waren relativ selten, vor allem wegen der großen Entfernung zu den zentralen Kriegsschauplätzen in Europa und Asien. Sie umfassen Angriffe auf kontinentales Territorium (bis zu 370 km von der Küste entfernt) der Vereinigten Staaten, Kanadas und Mexikos. Darunter fallen auch mehrere kleinere Staaten, jedoch nicht das dänische Territorium Grönland, die Hawaii-Inselkette und die Alëuten.

## Japanische Operationen

### Japanische U-Boot-Operationen
Vor der Westküste der Vereinigten Staaten kam es innerhalb der Sichtweite von Städten wie Los Angeles und Santa Monica mehrmals zu Angriffen auf den Schiffsverkehr. Zwischen 1941 und 1942 operierten mehr als zehn japanische U-Boote vor der Westküste. Diese griffen amerikanische, kanadische und mexikanische Schiffe an und versenkten zehn von ihnen.

### Angriff auf Ellwood
Der erste Beschuss des amerikanischen Festlands durch die Achsenmächte geschah am 23. Februar 1942, als das japanische U-Boot I-17 das Ellwood-Ölfeld westlich von Goleta, nahe Santa Barbara, Kalifornien, angriff. Auch wenn nur ein Pumpenhaus und ein Steg nahe einer Ölquelle beschädigt wurden, meldete Fregattenkapitän Nishino Kōzō (西野 耕三) nach Tokio, dass er ganz Santa Barbara in Brand gesteckt habe. Der Angriff forderte keine Opfer und der Schaden belief sich auf etwa 500 bis 1000 US-Dollar. Was folgte, war vor allem die Angst vor einer Invasion der Westküste.

### Angriff auf den Leuchtturm Estevan Point
Am 20. Juni 1942 feuerte das japanische U-Boot I-26 unter dem Kommando von Fregattenkapitän Yokota Minoru (横田 稔) 25 bis 30 140-mm-Geschosse auf den Leuchtturm Estevan Point (Vancouver Island, British Columbia) ab, verfehlte ihn jedoch. Dies war der erste Angriff auf kanadischen Boden seit dem Britisch-Amerikanischen Krieg des Jahres 1812. Auch wenn keine Menschen zu Schaden kamen, hatte die darauffolgende Verdunklung der äußeren Stationen desaströse Auswirkungen auf die Schifffahrt.

### Angriff auf Fort Stevens
Am 21. und 22. Juni 1942 feuerte das japanische U-Boot I-25 unter dem Kommando von Fregattenkapitän Tagami Meiji (田上 明治) mehrere Geschosse auf die Militärbasis Fort Stevens ab. Der aus der Mündung des Columbia Rivers, Oregon, erfolgte Beschuss war der einzige Angriff auf eine Militäreinrichtung auf dem amerikanischen Festland. Der einzige dokumentierte Schaden war an einem Baseballfeld zu finden. Weiterhin wurden jedoch noch einige große Telefonkabel beschädigt. Den Schützen in Fort Stevens wurde es während des Vorfalls verboten, das Feuer zu erwidern, da die Japaner so ein besseres Ziel gehabt hätten. Das japanische U-Boot wurde letztendlich von einem amerikanischen Trainingsflugzeug gefunden. Trotz eines darauffolgenden Bomberangriffs gelang I-25 die Flucht.
Fort Stevens war eine Küstenbefestigung der US-Armee im US-Bundesstaat Oregon. Das Fort bildete die Hauptbefestigung der aus drei Forts umfassenden Küstenbefestigung der Mündung des Columbia River. Die beiden anderen Forts waren Fort Canby und Fort Columbia im US-Bundesstaat Washington. Fort Stevens war während des Amerikanischen Bürgerkriegs errichtet worden und diente bis 1952 militärischen Zwecken.

### Lookout-Luftangriffe
Der erste Luftangriff einer feindlichen Streitkraft auf amerikanisches Festland erfolgte am 9. September 1942 auf den Mount Emily (Brookings (Oregon)), in Form der so genannten Lookout-Luftangriffe. Es war der Versuch eines japanischen Wasserflugzeugs, Modell Yokosuka E14Y, mit Brandwaffen einen Waldbrand zu verursachen. Das Flugzeug, das von Fujita Nobuo (藤田 信雄) gesteuert wurde, war vom japanischen U-Boot I-25 gestartet worden. Es wurden keine größeren Schäden verursacht, auch nicht bei einem weiteren Angriff am 29. September. Der Abwurfort vom 9. September 1942 wurde 2006 als Denkmal in das National Register of Historic Places aufgenommen und trägt die Bezeichnung Wheeler Ridge Japanese Bombing Site.

### Ballonbombenangriffe

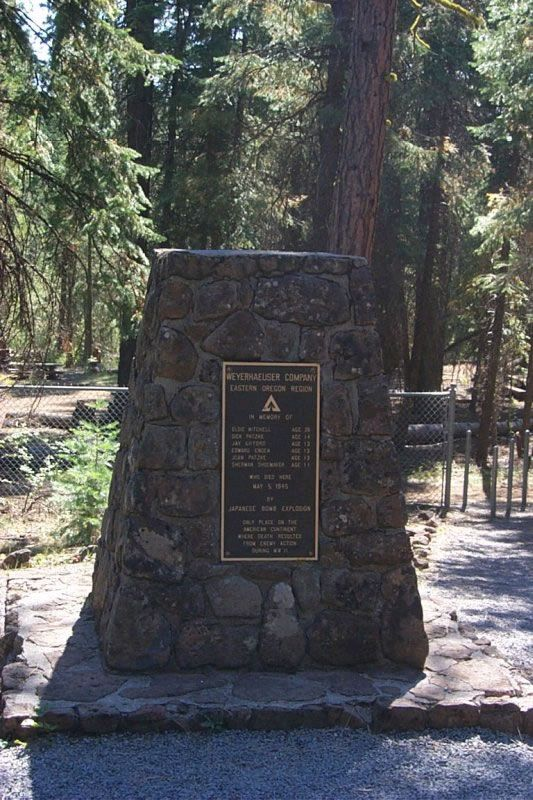
Das Mitchell-Monument

Zwischen November 1944 und April 1945 startete die japanische Marine über 9.000 Ballonbomben in Richtung Vereinigte Staaten. Vom damals erst entdeckten Jetstream getrieben segelten sie über den Pazifischen Ozean nach Nordamerika, wo sie Waldbrände auslösen und andere Schäden anrichten sollten. Laut Berichten kamen etwa 300 der Ballonbomben in Nordamerika an, ohne wirklich schwere Schäden anzurichten. Insgesamt kamen bei den Angriffen auf das nordamerikanische Festland während des Zweiten Weltkriegs sechs Menschen (fünf Kinder und eine Frau) ums Leben, als eines der Kinder auf eine Bombe in der Nähe von Bly, Oregon trat und diese explodierte. Die Stelle wird heute von einem Steinmonument markiert, das im Mitchell-Erholungsgebiet im Fremont-Winema-Nationalwald steht. Berichte der Royal Canadian Mounted Police und des kanadischen Militärs geben an, dass die Ballonbomben bis nach Saskatchewan vordrangen. Weiterhin geht man davon aus, dass eine solche Bombe der Grund für das dritte Feuer der Tillamook-Brände war. Ein Mitglied des 555th Parachute Infantry Battalion starb am 6. August 1945 bei der Bekämpfung eines Feuers im Nordwesten der USA. Weitere Verwundungen des 555. umfassten zwei Knochenbrüche und 20 andere Verletzungen.

## Deutsche Operationen

### Deutsche Landungen in den Vereinigten Staaten

#### Duquesne-Spionagering

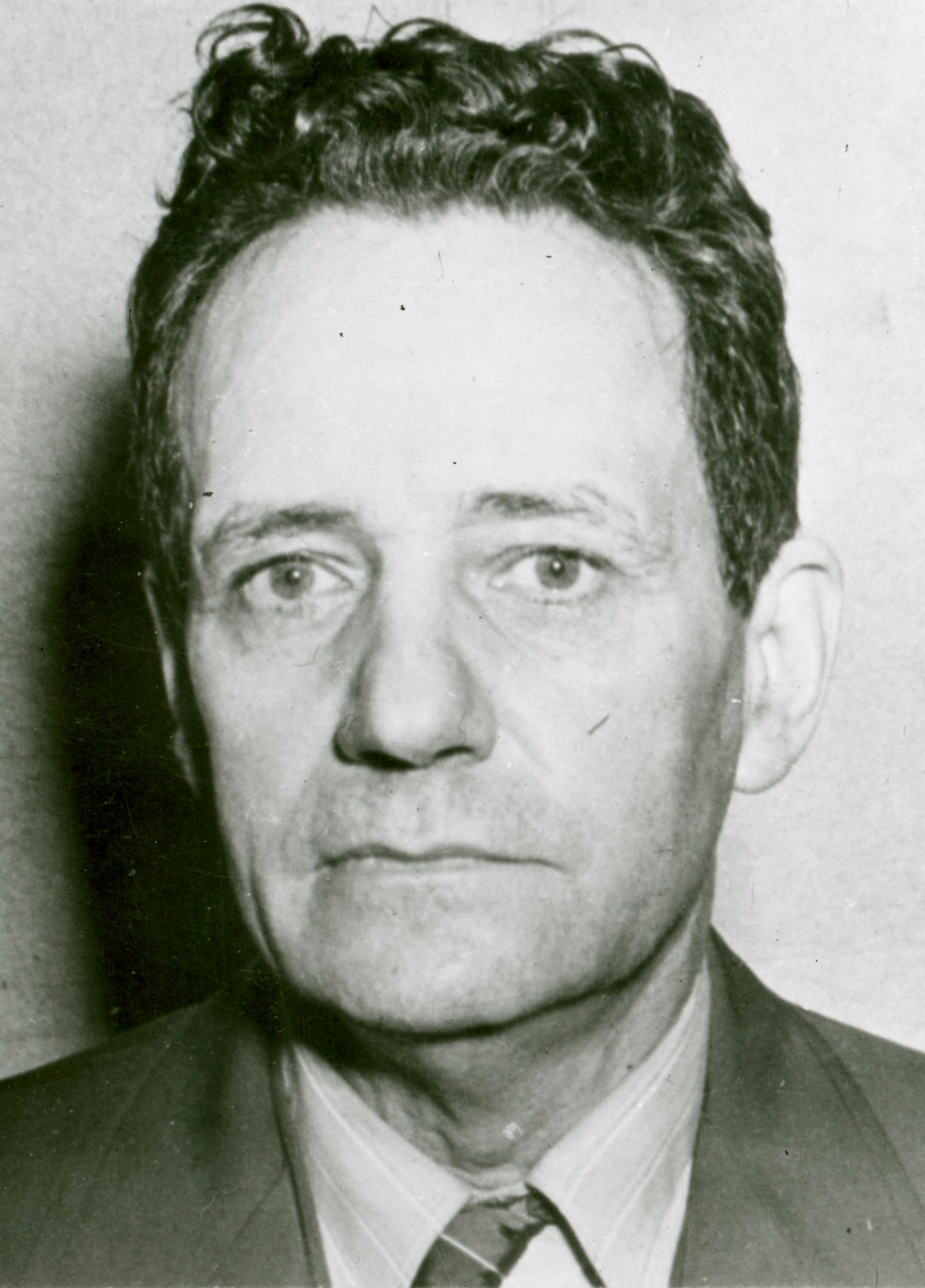
Das FBI-Fahndungsfoto von Fritz Joubert Duquesne

Bereits vor dem Krieg wurde in den Vereinigten Staaten ein großer im Lande operierender Spionagering entdeckt. Der Duquesne-Spionagering ist noch bis heute der größte, in Verurteilungen geendete Spionagefall in der Geschichte der Vereinigten Staaten. In den USA in Schlüsseljobs angestellt, sollten die 33 deutschen Agenten des Ringes Informationen beschaffen, die im Kriegsfall nützlich sein könnten, und auch Sabotageakte verüben. Zum Beispiel eröffnete eine Person ein Restaurant, um Informationen über seine Kunden zu beschaffen; ein anderer arbeitete bei einer Airline, um alliierte Schiffe zu melden, die den Atlantischen Ozean überquerten; andere im Ring arbeiteten als Boten, so dass sie neben normalen Nachrichten auch geheime überbringen konnten.
Angeführt wurde der Spionagering von Fritz Joubert Duquesne, einem südafrikanischen Buren, der in beiden Weltkriegen als Spion für Deutschland arbeitete. Besser bekannt unter dem Namen „Der Mann, der Kitchener tötete“, bekam er für seine Schlüsselrolle bei der Sabotage und Versenkung der HMS Hampshire ein Eisernes Kreuz verliehen.
Bei der Aufklärung des Falls durch das FBI spielte William G. Sebold, ein Doppelagent der Vereinigten Staaten, eine große Rolle. Etwa zwei Jahre lang betrieb Sebold in New York einen Radiosender für den Ring und lieferte dem FBI damit wertvolle Informationen darüber, was Deutschland an seine Spione in den Vereinigten Staaten schickte. Außerdem kontrollierte er auch noch die Informationen, die die deutschen Spione an ihr Heimatland sendeten. Am 29. Juni 1941 schlug das FBI zu. Alle 33 Spione wurden verhaftet, für schuldig befunden und zu Gefängnisstrafen von insgesamt über 300 Jahren verurteilt.

#### Unternehmen Pastorius
Als die Vereinigten Staaten in den Zweiten Weltkrieg eingriffen, befahl man den verbleibenden deutschen Saboteuren in den USA, dort ein Chaos anzurichten. Die Befehle dafür wurden vom Nachrichtendienst Abwehr gegeben. Im Juni 1942 wurden acht Agenten rekrutiert, die man in zwei Teams einteilte: das von George John Dasch (alias George Henry Aldasch) angeführte erste Team bestand weiterhin aus Ernst Peter Burger, Heinrich Harm Heinck und Richard Quirin. Das zweite Team bildeten, zusätzlich zu ihrem Kommandanten Edward John Kerling, Hermann Otto Neubauer, Werner Thiel und Herbert Hans Haupt.
Am 12. Juni 1942 setzte das deutsche U-Boot U-202 das mit Sprengstoff und Plänen für East Hampton (Long Island, New York) bewaffnete Team von Dasch ab. Ihr Plan umfasste die Sprengung von Kraftwerken bei den Niagarafällen sowie dreier Alcoa-Kraftwerke in Illinois, Tennessee und New York. Dasch stellte sich jedoch dem FBI und gab ihm sämtliche Informationen über die geplante Mission, was zur Verhaftung des gesamten Teams führte.
Die Gruppe um Kerling landete am 17. Juni 1942 mit U-584 am Ponte Vedra Beach (40 km südöstlich von Jacksonville, Florida). Ihre Aufgabe war die Verminung von vier Gebieten: die Pennsylvania Railroad in Newark, New Jersey, Kanalschleusen in St. Louis und Cincinnati, sowie weiterer Plätze in New York. Das Geständnis von Dasch führte am 10. Juli auch für Kerlings Gruppe zur Verhaftung.
Allen acht deutschen Agenten wurde von einem Militärgericht der Prozess gemacht, in dem sechs von ihnen zum Tode verurteilt wurden. Präsident Roosevelt befürwortete die Entscheidungen. Die Konstitutionalität des Tribunals wurde vom Supreme Court in Ex parte Quirin getragen und die sechs Männer wurden am 8. August 1942 auf dem elektrischen Stuhl hingerichtet. Dasch und Burger wurden beide zu einer 30-jährigen Gefängnisstrafe verurteilt. 1948 wurden sie freigelassen und nach Deutschland deportiert. Dasch, der vor dem Krieg lange in Amerika gelebt hatte, war wegen seiner Zusammenarbeit mit den Behörden der Vereinigten Staaten Anfeindungen in Deutschland ausgesetzt. Eine Auflage seiner Deportation war, dass er nie in die USA zurückkehren durfte, was sich auch nicht durch die vielen seiner Briefe an prominente Amerikaner (zum Beispiel an J. Edgar Hoover und Präsident Eisenhower) änderte. Später zog er in die Schweiz, wo er das Buch Eight Spies Against America schrieb. Er starb 89-jährig in Ludwigshafen.

#### Operation Elster
Unter dem Kodenamen Operation Elster gab es 1944 einen weiteren Infiltrationsversuch deutscherseits gegen die USA. Teil dieser Operation waren Erich Gimpel und der deutsch-amerikanische Überläufer William Colepaugh. Ihre Aufgabe war, Informationen über das Manhattan-Projekt zu beschaffen und es, wenn möglich, zu sabotieren. Die beiden starteten in Kiel mit U-1230, das sie am 30. November 1944 an den Hancock Point in Maine brachte. Sie gelangten bis nach New York und kamen unentdeckt voran, doch Colepaugh beging später Fahnenflucht. Nachdem Gimpel ihm darauf das Gepäck und den Koffer mit Spionageinhalt wegnehmen konnte, kam Colepaugh in seiner aussichtslosen Lage bei alten Bekannten unter, die am 26. Dezember das FBI informierten. Colepaugh verriet den gesamten Plan, woraufhin Gimpel vier Tage später verhaftet wurde. Gimpel gelang es, noch vor seiner Verhaftung eine Nachricht über die atomare Bewaffnung der USA an den Abwehrdienst in Deutschland zu funken. Beide erhielten die Todesstrafe, die aber später in lebenslange Haft umgewandelt wurde. Gimpel verbrachte daraufhin die nächsten zehn Jahre im Gefängnis. Colepaugh wurde 1960 entlassen und gründete ein Geschäft in King of Prussia, Pennsylvania, bevor er sich in Florida zur Ruhe setzte.

### Deutsche Landungen in Kanada

#### St. Martins, New Brunswick
Etwa zur gleichen Zeit wie die Dasch-Operation (25. April 1944) landete der deutsche Abwehr-Agent Marius A. Langbein mit einem U-Boot in der Nähe des kanadischen St. Martins, New Brunswick. Seine Aufgabe war die Beobachtung des Schiffsverkehrs in Halifax, Nova Scotia, welcher der Hauptablegeplatz von Atlantikkonvoys war. Langbein entschloss sich jedoch bald darauf gegen das Projekt und zog nach Ottawa, wo er von den ihm zur Verfügung gestellten Geldern lebte. Im Dezember 1944 stellte er sich den kanadischen Behörden.

#### New Carlisle, Quebec
Im November 1942 versenkte U-518 zwei mit Eisenerz beladene Frachter vor Bell Island, Conception Bay (Neufundland). Trotz eines Angriffs der Royal Canadian Air Force gelang es am 9. November 1942, den Spion Werner von Janowski in New Carlisle (Québec) abzusetzen. Seine Tarnung hielt nicht allzu lange, nachdem Earl Annett Jr, Manager des New Carlisle Hotels, misstrauisch gegenüber seinem Gast wurde, als dieser an der Hotelbar veraltete Währung benutzte. Daraufhin verhaftete die Royal Canadian Mounted Police Janowski an Bord eines Canadian-National-Railway-Zugs nach Montreal. Bei der Durchsuchung seiner persönlichen Sachen fand man unter anderem einen äußerst leistungsstarken Radiosender. Später arbeitete er als Doppelagent, der falsche Informationen an die Abwehr nach Deutschland schickte. Die Effektivität und Ehrlichkeit seiner „Wende“ wird auch heute noch diskutiert.

#### Wetterstation Kurt, Martin Bay
Während des Seekriegs waren vor allem genaue Wetterinformationen von Wichtigkeit. Deswegen stach am 18. September 1943 U-537 von Kiel aus in See. Das Ziel der aus einem meteorologischen Team um Professor Kurt Sommermeyer bestehenden Besatzung war Martin Bay, das sie über das norwegische Bergen erreichen sollte. Am 22. Oktober kam sie in der Nähe des nördlichsten Punktes von Labrador in Martin Bay an, wo sie eine automatische Wetterstation (Wetterstation Kurt oder auch Wetter-Funkgerät Land-26) errichtete. Die Station wurde mit Batterien betrieben, von denen man ausging, sie würden etwa drei Monate lang halten. Anfang Juli 1944 machte sich U-867 von Bergen aus auf den Weg, die Ausrüstung der Station auszutauschen, wurde aber auf dem Weg dorthin versenkt. Die Wetterstation blieb bis in die 1980er-Jahre hinein unzerstört; heute steht sie im Canadian War Museum.

## Deutsche U-Boot-Operationen

### Kanada
Vom Beginn des Krieges 1939 an bis zum Kriegsende in Europa wurden einige Häfen an der Atlantikküste Kanadas zu wichtigen Nachschubverbindungen für das Vereinigte Königreich und später für die alliierten Landoffensiven auf dem europäischen Festland. Halifax und Sydney, Nova Scotia, waren die Ausgangshäfen für Konvois, wobei in Halifax die schnellen Konvois und in Sydney die langsamen Konvois ihre Überfahrt nach Europa begannen. Beide Häfen waren schwer gesichert und mit Küstenradarstellungen, Flutlichtbatterien und Küstenartillerie ausgestattet. Alle diese militärischen Verteidigungsanlagen wurden durch reguläres und Reservepersonal der Royal Canadian Navy und Royal Canadian Army besetzt. Strikte Verdunkelungsmaßnahmen wurden verhängt und Anti-U-Boot-Netze wurden vor den Hafeneinfahrten installiert. Weniger bedeutend war der Hafen von Saint John, wo besonders nach dem amerikanischen Kriegseintritt im Dezember 1941 Kriegsmaterial verladen wurde.
Am 23. Februar 1940 trug der Oberbefehlshaber der deutschen Kriegsmarine, Erich Raeder, Adolf Hitler „Überlegungen zum Einsatz von zwei U-Booten mit Minen und Torpedos gegen Halifax“ vor, das Protokoll vermerkte dazu jedoch: „Führer lehnt Einsatz ab wegen psychologischer Wirkung auf USA“.
Im Juni 1941 erschien mit U 111 das erste deutsche Unterseeboot vor Kanada. Es hatte den Auftrag, die Seeverkehrslage an der kanadischen Atlantikküste für spätere Angriffe auf die kanadische Schifffahrt zu erkunden. Bei der Erkundungsfahrt wurde das U-Boot durch Packeis, Eisberge und Nebel behindert.
In der kanadischerseits Schlacht auf dem Sankt-Lorenz-Strom benannten deutschen U-Boot-Offensive von 1942 in Kanadas Binnengewässern wurde der Schiffsverkehr im Sankt-Lorenz-Golf und Sankt-Lorenz-Strom erfolgreich angegriffen. Die größten Schiffsverluste traten jedoch in den Jahren 1941 bis 1945 vor der kanadischen Atlantikküste auf. Dabei sind nicht nur die unmittelbaren Verluste durch Torpedos, Minen und Artilleriebeschuss durch U-Boote zu rechnen, sondern auch die vielen kriegsbedingten Verluste. Dazu zählen etwa die Schiffsuntergänge bei den Kollisionen durch das von den U-Booten erzwungene Fahren im Konvoi in den stark von Nebeln, Eis und Stürmen betroffenen kanadischen Atlantikgewässern.
Der deutsche U-Boot-Krieg wirkte sich trotz der Schiffsverluste nicht lähmend auf die kanadischen Kriegsanstrengungen aus, traf aber andererseits auch die Moral der kanadischen Bevölkerung.
Als letztes Schiff vor der kanadischen Küste wurde am 16. April 1945 der auf U-Boot-Jagd befindliche Minensucher HMCS Esquimalt von U 190 versenkt.

### Neufundland
1942 kam es zu drei großen Angriffen, als deutsche U-Boote vier Eisenerz-Frachter angriffen, die für eine DOSCO-Mine in Wabana auf Bell Island, im neufundländischen Conception Bay, fuhren. Die SS Saganaga und die SS Lord Strathcona wurden am 5. September 1942 von U-513 versenkt, während die SS Rosecastle und die P.L.M 27 am 2. November 1942 von U 518 versenkt wurden. Nach diesen Angriffen wurde ein Torpedo auf den 3.000 Tonnen schweren Collier Anna T geschossen, der sein Ziel aber verfehlte, in einem Ladepier der DOSCO einschlug und explodierte.
Am 14. Oktober 1942 wurde die Caribou, eine Fähre der Newfoundland Railway, vom deutschen U-Boot U 69 beschossen und versank in der Cabotstraße, südlich von Port aux Basques. Die Caribou hatte 45 Besatzungsmitglieder und 206 zivile und militärische Passagiere an Bord. 137 starben bei dem Angriff, viele von ihnen waren Neufundländer.

### Vereinigte Staaten

#### „Unternehmen Paukenschlag“ 1942
Der Atlantische Ozean war im Ersten wie auch im Zweiten Weltkrieg eine strategische Schlüsselzone. Gerade die Ostküste der Vereinigten Staaten bot, nachdem Deutschland den USA den Krieg erklärte, leichte Ziele für deutsche U-Boote. Nach einem hocherfolgreichen Streifzug von fünf Klasse-IX-Booten wurde die Offensive von Kurzstreckenbooten der U-Boot-Klasse VII maximiert. Die mit größeren Treibstoffvorräten ausgestatteten Schiffe wurden von Unterstützungs-U-Booten versorgt. Von Februar bis Mai 1942 wurden so 348 Schiffe versenkt, mit einem Verlust von gerade einmal zwei U-Booten zwischen April und Mai. Die hohen Verluste gingen vor allem auf die zögerliche Einführung von Konvoisystemen zurück, welche die transatlantische Schifffahrt beschützen sollten. Aber auch die anfänglich fehlenden Küstenverdunklungen trugen ihren Teil dazu bei, da sich ohne diese die Schiffe deutlich vor den hellen Silhouetten der amerikanischen Dörfer und Städte wie Atlantic City abhob. Eine solche Verdunklung wurde erstmals 1942 angeordnet.
Der kumulative Effekt dieses Feldzuges war äußerst schwerwiegend – ein Viertel aller Schiffe im Zweiten Weltkrieg wurde vor der Ostküste der Vereinigten Staaten versenkt; insgesamt 3,1 Millionen Tonnen. Dafür gab es mehrere Gründe. Der Marinekommandeur, Admiral Ernest J. King, war unwillig der britischen Empfehlung zur Einführung von Konvois nachzukommen. Weiterhin waren die Patrouillen der Küstenwache und Navy vorherseh- und leicht ausweichbar, die Kooperation zwischen den einzelnen Abteilungen unzureichend und die U.S. Navy besaß nicht genügend geeignete Schiffe, woraufhin britische und kanadische Kriegsschiffe als Unterstützung angefordert werden mussten.

#### Weiterer Kriegsverlauf
Mehrere alliierte Schiffe wurden direkt in Sichtweite großer Städte der amerikanischen Ostküste torpediert, wie etwa vor New York City oder Boston. Die einzig dokumentierte Versenkung eines deutschen U-Boots vor der Ostküste der Vereinigten Staaten ereignete sich am 5. Mai 1945, als U-853 den Collier Black Point vor Newport (Rhode Island) versenkte. Als die Black Point getroffen wurde, begann die U.S. Navy unverzüglich die Verfolgung aufzunehmen und Wasserbomben abzuwerfen. Als am nächsten Tag ein Ölteppich und schwimmende Trümmerteile gefunden wurden, bestätigte man, dass U-853 mit seiner gesamten Besatzung versenkt worden war. In den letzten Jahren wurde das Wrack ein populärer Tauchort. Seine intakte Hülle mit geöffneten Luken befindet sich in etwa 40 m Tiefe, ganz in der Nähe von Block Island. 1991 wurde vor der Küste New Jerseys ein Wrack gefunden, das 1997 als Überrest von U-869 identifiziert wurde. Bis dahin nahm man an, dass dieses Schiff vor Rabat, Marokko versenkt worden war.

### Golf von Mexiko und Karibik
Als die Konvoi-Taktik im Atlantik Einzug hielt, sank die Anzahl der versenkten Schiffe, und die U-Boot-Angriffe verlagerten sich in den Golf von Mexiko und die Karibik. Zwischen 1942 und 1943 operierten mehr als 20 U-Boote im Golf von Mexiko. Sie griffen unter anderem Öltanker in Texas und Louisiana an und versenkten 56 Schiffe. Ende 1943 gingen die Angriffe zurück, als auch hier die Handelsschiffe begannen, sich in bewaffneten Konvois zu bewegen.
Am 16. Februar 1942 beschoss ein deutsches U-Boot eine Standard-Oil-Raffinerie sowie mehrere Schiffe in der Mündung des Maracaibo-Sees auf der damals unter niederländischer Herrschaft stehenden Insel Aruba (→ Angriff auf Aruba). Drei Tanker inklusive der venezolanische Monagas wurden versenkt. Das venezolanische Kanonenboot General Urbaneta half bei der Rettung der Mannschaften.
Am 2. März 1942 wurde die etwa 65 km von Puerto Rico entfernte Insel Mona von einem deutschen U-Boot beschossen. Es kam zu keinerlei Schäden oder menschlichen Verlusten.
Am 19. April 1942 wurde eine Ölraffinerie auf Curaçao beschossen.
In einem Fall wurde der Tanker Virginia in der Mündung des Mississippi Rivers vom deutschen U-Boot U-507 angegriffen. An diesem 12. Mai 1942 starben 26 Besatzungsmitglieder, 14 überlebten.
U 166 war das einzige U-Boot, das während des Krieges im Golf von Mexiko versenkt wurde. Zunächst ging man davon aus, dass das Schiff am 1. August 1942 von einem Grumman G-44-Torpedo der US-Küstenwache versenkt worden war. Heute glaubt man, dass U 166 zwei Tage zuvor von einer Wasserbombe getroffen wurde, die eine Eskorte der Robert E. Lee abgeworfen hatte. Man geht davon aus, dass die G-44 ein weiteres U-Boot, U 171, verfolgte, das zu der Zeit ebenfalls im Gebiet operierte. U-166 liegt nun in etwa 1,5 km Tiefe neben ihrem letzten Opfer, der SS Robert E. Lee.

## Abgebrochene Operationen der Achsenmächte

### Japan
Kurz nach den Angriffen auf Pearl Harbor begann eine Gruppe von sieben japanischen U-Booten, vor der Westküste der Vereinigten Staaten zu patrouillieren. Es war geplant, zum Weihnachtsfest 1941 Ziele vor der kalifornischen Küste anzugreifen. Jedoch wurde aus Angst vor amerikanischer Vergeltung der Angriff zunächst auf den 27. Dezember verschoben und später ganz verworfen.
Schon in frühen Stadien des Pazifikkriegs wurden auf japanischer Seite Pläne für einen Angriff auf den Panamakanal ausgearbeitet. Diese wichtige Wasserpassage in Panama wurde im Zweiten Weltkrieg von den Alliierten vor allem für den Nachschub benutzt. Der geplante japanische Angriff wurde jedoch nie gestartet, da die Kaiserlich Japanische Marine bereits zu Beginn des Konflikts mit den Vereinigten Staaten und dem Vereinigten Königreich schmerzhafte Verluste hinnehmen musste.
1942 startete die Kaiserlich Japanische Armee das Projekt Z (auch „Projekt Z-Bomber“ genannt). Dieses sollte ähnlich dem deutschen Amerika-Bomber einen interkontinentalen Bomber hervorbringen, der von Japan aus Nordamerika erreichen können sollte. Dieses Flugzeug sollte sechs 5.000-PS-Motoren haben, mit deren Entwicklung Nakajima Hikōki begann. Ziel war es, die Leistung des HA-44-Motors (des damals stärksten verfügbaren Motors in Japan) auf eine 36-Zylinder-Maschine zu verdoppeln. Entwürfe wurden der Kaiserlich Japanischen Armee in Form von Nakajima G10N-, Kawasaki Ki-91- und Nakajima G-5N-Modellen präsentiert. Außer der G5N kam keines dieser Modelle über den Status eines Prototyps hinaus. 1945 wurden das „Projekt Z“ sowie weitere Projekte zur Entwicklung schwerer Bomber abgebrochen.

### Italien
Das Königreich Italien entwickelte einen Plan, den New Yorker Hafen mit U-Booten anzugreifen. Jedoch wurde dieser, als sich die italienische Situation im Krieg immer weiter verschlechterte, erst verschoben und später verworfen.

### Deutschland
1940 forderte das Reichsluftfahrtministerium von den deutschen Flugzeugbauern Pläne für das Amerika-Bomber-Programm an. In diesem sollte ein Langstreckenbomber entwickelt werden, mit dem ein Angriff auf die Vereinigten Staaten von den Azoren aus möglich gemacht werden sollte. Die Planungsphase wurde 1942 beendet; jedoch war das Projekt zu teuer, um abgeschlossen zu werden.

## Falscher Alarm
Die folgenden falschen Alarme sind größtenteils auf fehlende militärische und zivile Erfahrung mit dem Krieg an sich und der damals vorhandenen schlechten Radartechnik zurückzuführen. Einige Kritiker spekulieren, dass es sich um absichtliche Versuche der Army handelte, die Bevölkerung zu verängstigen, um das Interesse an den Kriegsvorbereitungen zu steigern.

### Die Tage nach Pearl Harbor
Am 8. Dezember 1941 wurden aufgrund von Gerüchten über einen feindlichen Flugzeugträger vor der Küste San Franciscos in Oakland, Kalifornien alle Schulen geschlossen und am Abend eine Verdunklung und Funkstille verordnet. Diese Berichte über einen Angriff auf San Francisco wurden in Washington als glaubwürdig eingestuft. Als sich der Verdacht nicht bestätigte, wurde von vielen Seiten von einem „Test“ gesprochen. Lt. Gen. John L. DeWitt vom Western Defense Command sagte daraufhin: 
„Letzte Nacht waren Flugzeuge über dieser Gemeinde. Es waren feindliche Flugzeuge! Ich meine japanische Flugzeuge! Und sie wurden bis auf die See hinaus verfolgt. Sie denken es war ein Hoax? Es ist verdammter Schwachsinn, dass vernünftige Leute denken, die Army und die Navy würden solch einen Schwindel an San Francisco üben.“
Am 9. Dezember ereignete sich dann ein ähnlicher Vorfall im Nordosten. Gegen Mittag gab es Hinweise, dass feindliche Flugzeuge nur knapp zwei Stunden von der Küste entfernt waren. Auch wenn es keine allgemeine Hysterie gab, starteten vom Mitchel Field, auf Long Island, mehrere Jäger, um die „Angreifer“ abzufangen. Daraufhin kam es an der Wall Street zum größten Ausverkauf seit der Invasion Frankreichs, Schulkinder in und um New York wurden nach Hause geschickt und mehrere Radiostationen stellten ihren Betrieb ein. In Boston holte die Polizei große Mengen an Waffen und Munition aus ihren Lagern und verteilte sie an Stationen in der Stadt; dem industriellen Establishment wurde geraten, sich auf einen Überfall vorzubereiten.

### 1942 – Schlacht um Los Angeles
Die Schlacht um Los Angeles ist auch unter dem Namen „Der Große Luftangriff auf Los Angeles“ (The Great Los Angeles Air Raid) bekannt. Der Name für das Ereignis geht auf zeitgenössische Quellen zurück und bezeichnet einen angeblichen Luftangriff auf die kalifornische Stadt Los Angeles. Das Ereignis fand in der Nacht vom 24. auf den 25. Februar 1942 statt, weniger als drei Monate nach dem Kriegseintritt der Vereinigten Staaten und am Tag nach dem Angriff auf Ellwood. Anfänglich ging man davon aus, dass das amerikanische Flaksperrfeuer einem japanischen Angriff galt, jedoch sprach der United States Secretary of the Navy William F. Knox einige Stunden nach dem Ereignis auf einer Pressekonferenz von einem „falschen Alarm“. 1983 veröffentlichte das Office of Air Force History einen Bericht, wonach die Ereignisse auf einen vermissten Wetterballon, Leuchtkugeln, Granateneinschläge und die allgegenwärtige angespannte Situation während des Krieges („War Nerves“) zurückzuführen seien. General George C. Marshall war der Auffassung, dass die Luftabwehr durch Zivilflugzeuge alarmiert wurde, die unter Umständen bewusst Panik erzeugen wollten. Mehrere Gebäude und Fahrzeuge wurden während der Handlungen durch Granatsplitter beschädigt. Insgesamt starben fünf Menschen bei Autounfällen und an Herz-Kreislauf-Versagen als indirektes Ergebnis.
„Die Schlacht um Los Angeles“ war das Vorbild für Steven Spielbergs Film 1941 – Wo bitte geht’s nach Hollywood. Ein retuschiertes Pressefoto des Ereignisses und eine adaptierte Zeitungsüberschrift wurden im Trailer des Hollywood-Films Battle: Los Angeles verwendet.

#### Augenzeugenberichte
Augenzeugen berichteten, dass am Abend des 24. Februars 1942 zunächst die tägliche Luftschutzübung stattgefunden habe. Bis etwa 22 Uhr feuerten die stationierten amerikanischen Flakstellungen als Training für den Ernstfall einige Schüsse in den Himmel. Gegen 03:15 Uhr wurde der Luftalarm erneut ausgelöst und die stationierten Flakstellungen eröffneten das Feuer auf ein bzw. mehrere sichtbare Objekte über Los Angeles. Das größte Objekt wurde von Scheinwerfern angestrahlt und konnte so durch die örtlichen Medien fotografiert werden. Augenzeugen beschrieben das größte Objekt als „silbrig und bonbonförmig“. Der Beschuss durch die Flakstellungen endete gegen 04:00 Uhr, nachdem laut Augenzeugenberichten die Objekte in Richtung Pazifik verschwunden waren. Insgesamt wurden bei dem Ereignis laut Militärangaben über 1400 Geschosse abgefeuert. Amerikanische Flugzeuge sollen nicht eingesetzt worden sein. Zeitzeugen berichten jedoch vom Absturz eines amerikanischen Flugzeuges in der Nähe der South Vermont Avenue.

### Weitere Alarme
Im Mai und Juni kam es in der San Francisco Bay Area zu einer Serie von Alarmen:
- 12. Mai: Auslösung eines 25-minütigen Fliegeralarms.
- 27. Mai: Die Verteidigung der Westküste wurde in Alarmbereitschaft versetzt, als Kryptoanalytiker herausfanden, dass die Japaner eine Serie von Hit-and-run-Angriffen als Vergeltung des Doolittle Raids planten.
- 31. Mai: Die Schlachtschiffe Colorado und Maryland fuhren vom Golden Gate aus los, um eine Verteidigungsreihe zum Schutze eines etwaigen Angriffs auf San Francisco zu bilden.

Am 2. Juni gab es einen zweiminütigen Fliegeralarm, einschließlich einer bis 21:22 Uhr anhaltenden Funkstille von Mexiko bis Kanada.

## Filme
- Red White Black & Blue (Regie: Tom Putnam; USA 2007)